# Voadeira
Un voadeira est un type de bateau d'Amazonie. Ils sont largement utilisés pour le transport fluvial et pour la pêche. Ils sont les moyens de transport les plus communs en Amazonie, en Cerrado et au Pantanal, pour se déplacer le long de la rivière.

## Structure
La coque est réalisée en métal, généralement en aluminium, avec un moteur hors-bord.
Le voadeira est aussi largement utilisé comme bateau de service dans les ports fluviaux de l'Amérique du Sud, parce qu’ils sont faciles à déplacer et à transporter.
La forme est semblable à celle d'un cercueil et sa coque est adaptée uniquement pour les eaux intérieures, les rivières, les lacs, les étangs, les marais et les barrages.